# Csillagkapu Parancsnokság

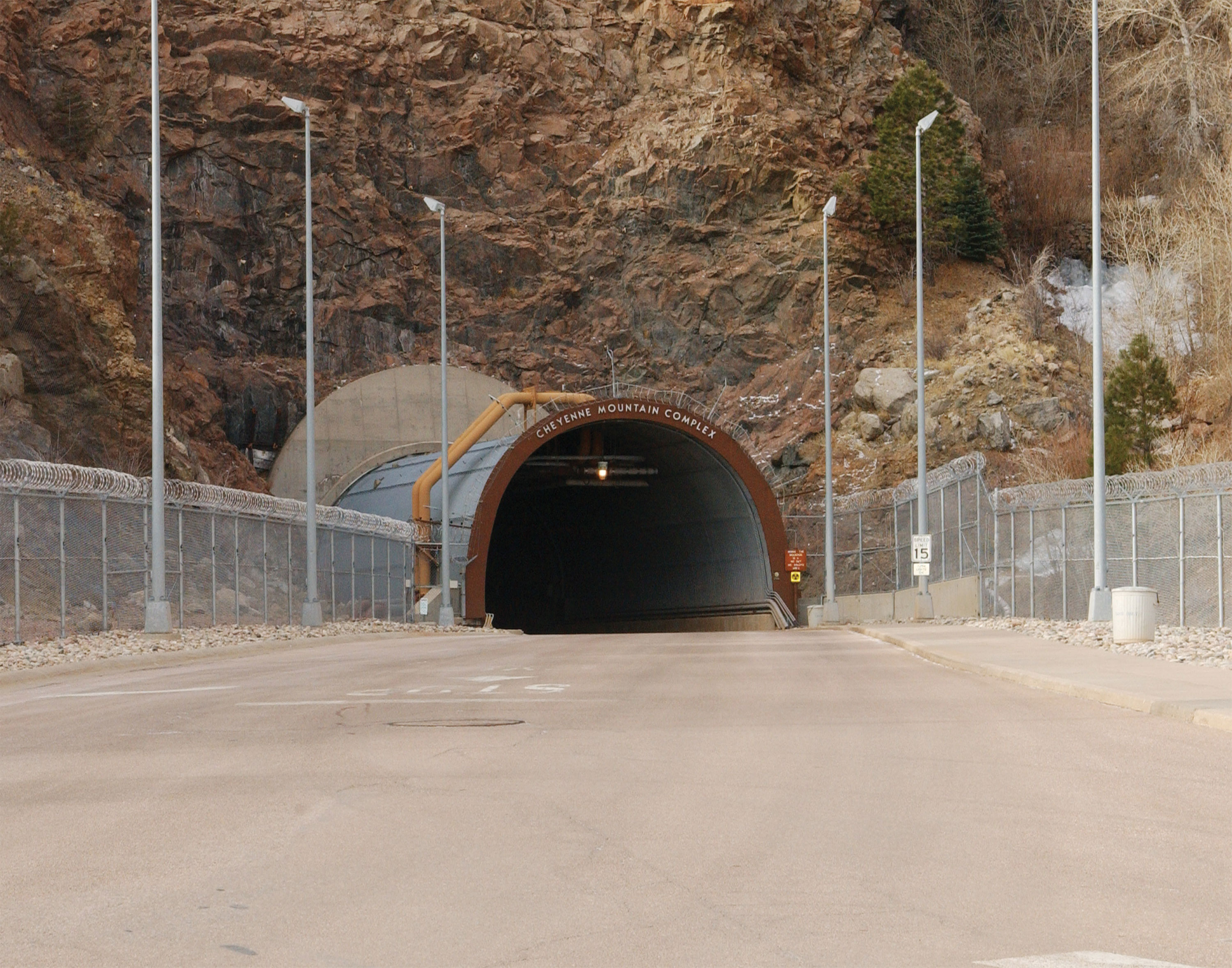
A Cheyenne-hegy alatti létesítmény bejárata

A Csillagkapu Parancsnokság (CSKP, angolul Stargate Command, SGC) a Csillagkapu című filmsorozatban szereplő fiktív, titkos katonai szervezet. A Csillagkapu Program központja, mely a NORAD (Észak-Amerikai Légvédelmi Parancsnokság) fennhatósága alatt működik Colorado Springsben, a Cheyenne-hegy mélyén. A Csillagkapu Parancsnokság – más néven 52-es körzet – feladata az, hogy működtesse a földi Csillagkaput, és koordinálja a kapun át induló felfedezőküldetéseket és diplomáciai kapcsolatok kiépítését. Az idegen technológiák hosszútávú kutatásait általában Nevadában, az 51-es körzetben végzik. A Parancsnokságot a Csillagkapu sorozat Az Istenek gyermekei című bevezető epizódjában hozták létre, amikor a Goa’uld fenyegetést először felismerték. A sorozat írói fontolgatták, hogy a 8. évad után a Csillagkapu sorozatot lecserélik a Csillagkapu Parancsnokság című új műsorra, ám a Sci Fi Channel (SyFy) ehelyett további két évadra kötött szerződést.

## A létesítmény
A CSKP, ahol a Csillagkapu sorozat epizódjainak jelentős része kezdődik és fejeződik be, a sorozat egyik legfőbb helyszíne, és alkalmanként a Csillagkapu: Atlantisz című spin-offban is feltűnik. A sorozat elején tucatnyi fényképet készítettek a Cheyenne-hegységről, ezeket használták újra és újra az első nyolc évad során. A producerek azért nem döntöttek új felvételek készítéséről, mert minden egyes évadban úgy gondolták, nem lesz következő évad. A bázis belső felvételeit a Bridge Studios 5-ös és 6-os számú vancouveri stúdióiban vették fel.
Akárcsak az igazi Cheyenne-hegységi Légierő bázisa, a CSKP is több szinten üzemel a föld alatt, így védve meg a bázist a különböző típusú támadások legtöbbjétől, akár indirekt nukleáris robbanástól is. A Csillagkapu univerzumban azt a célt is szolgálja, hogy a biológiai, vegyi vagy egyéb idegen eredetű veszélyeket elzárja a külvilág elől, karantén formájában is, ha szükséges. (8. évad, Zárlat) Az eligazító és a parancsnoki iroda a 27-es szinten található, míg a Csillagkapu és az irányítóterem a 28-as szinten van. A kapuhoz hosszú rámpa vezet fel, mely lehetővé teszi, hogy járművek is átlépjenek rajta, mint például a M.A.L.P.. A kapu szükség esetén egy függőleges nyíláson keresztül fel és le mozgatható a felszín és a kapuszoba között (6. évad Megváltás). Az igazi Cheyenne-hegy alatti Légierő elutasítja azt a  rajongói elméletet, hogy a valóságban is létezik egy Csillagkapu a bázis területén.
A Csillagkaput felszerelték egy fém védőlemezzel, amit Írisznek hívnak, ez megvédi a bázist, hogy ellenséges támadók lépjenek át a kapun. A küldetésen lévő CSK csapatoknál mindig van egy GDO, ennek segítségével azonosítják magukat a Parancsnokság felé. Ha az azonosító kód nem érkezik meg, az íriszt nem nyitják ki.
A létesítmény önmegsemmisítő rendszerrel is rendelkezik idegen invázió fenyegetése esetére, amit több alkalommal is aktiválni kényszerültek a sorozat folyamán. Samantha Carter alezredes szerint az önmegsemmisítés ugyan nem elég hatásos, hogy elpusztítsa a kaput vagy hogy megszüntesse az aktív féregjáratot, de legalább egy kilométer mély sziklarengeteg alá temetné a kaput, ami megállítaná az érkezőket.

## Parancsnoki hierarchia
A CSKP parancsnoka jellemzően egy tábornok, alárendelve tudományos és katonai személyzet, több különleges egység és CSK csapat dolgozik a bázis területén. A Parancsnokságon kezdetben 9 CSK csapat működött, a 10. évad idején már 25 csapat volt. A csapatok legtöbb tagja az Amerikai Egyesült Államok Légierejének tagja, mellettük vannak tengerészgyalogosok, civilek és a későbbiekben az Amerikai hadsereg katonái is. Amikor a Csillagkapu létezése lelepleződött más országok előtt, kénytelenek voltak más nemzetek katonáit is bevonni a programba, legelőször az oroszokat (a Megváltás című részben egyeztek bele, majd a Metamorfózis című részben láthatjuk először). Néhány idegen is helyet kapott bázison, a CSK-1 tagja volt Teal’c, Jonas Quinn és Vala Mal Doran is. A csapatok általában négytagúak, bár ez nem kötelező előírás.
A CSKP első parancsnoka West tábornok a Csillagkapu filmben, őt követi Hammond tábornok a sorozat első hét évadjában. Egy epizódban Bauer tábornok átvette a helyét, amikor Hammond a Láncreakció című részben visszavonult. Az első civil parancsnok Dr. Elizabeth Weir, amikor Hammond tábornokot áthelyezték a 7. évad Az elveszett város című részében. A 8. évadban Dr. Weir elhagyja a CSKP-t, hogy az Atlantiszi expedíció vezetője legyen, ekkor Jack O’Neill tábornok veszi át a helyét. A 9. évad elejétől a sorozat végéig, majd a Csillagkapu: Az igazság ládája és a Csillagkapu: Continuum című csak DVD-n megjelent filmekben is Hank Landry tábornok vezeti a Parancsnokságot.

## Alternatív bázisok
A CSKP legutolsó védelmi vonala az Alfa Bázis, melyet egy másik bolygón hoztak létre arra az esetre, ha egy Goa’uld invázió esetén evakuálni kellene az Egyesült Államok tudományos elitjét. Több alkalommal vészbejáratként is szolgált, amikor egy másik bolygón lévő CSK csapat nem tudott közvetlen kapcsolatot teremteni a Parancsnoksággal. Ilyenkor az Alfa Bázisra mentek, majd lehetőség esetén tovább a Földre. A 6. évad Hűség című epizódjában a Föld több szövetségese, főként a Tok’ra és a lázadó Jaffák ezt a bázist használták, mint biztonságos bolygót, hogy elrejtőzzenek a Goa'uldok elől. Ugyanitt szállásolták ideiglenesen azokat az embereket, akiket saját bolygójukról kellett evakuálni, illetve az új földi űrhajók prototípusait is itt tesztelték. Hasonló bázissal rendelkezik az Atlantiszi expedíció is a Csillagkapu: Atlantisz című sorozatban.
Bár az Alfa Bázist megemlítették már a Csillagkapu sorozat 2. évadjában (P3X-984), legelőször csak a 6. évad Hűség című részében láthattuk. A helyszínt a valóságban Észak-Vancouverben vették fel a Mount Seymour hegységben. Miután a 7. évad A bukott angyal című részében Anubisz hozzáfért a Jonas Quinn agyában lévő információkhoz és így tudomást szerzett az Alfa Bázis hollétéről, új bázist kellett létrehozni. Néhány hónappal a létrejötte után Kull harcosok támadták meg a bázist, így azt a bolygót is fel kellett adni. A harmadik Alfa Bázist a P4X-650-en építették fel egy hegy belsejében, melyből csak F-302-esek segítségével volt menekülő útvonal. RepliCarter járt ezen a helyen az Ikrek című epizódban. Csellel próbált megtudni mindent az Ősök Replikátor-pusztító fegyveréről, ezért azt állította, hogy Ötödik elől menekül.
A Lélekharang című epizódban láthatjuk a Béta Bázist egy ismeretlen bolygón, ami a CSKP menekülő útvonalaként szolgál. Egyéb alternatív valóságokban is megemlítik a Béta Bázist; az 1. évad Isteni kegyelem című részében az Alfa Bázis megfelelője, és említenek egy másikat is a 3. évad Nézőpontok című részében. A 9. évadban már a Gamma Bázis is létezik, amit kutatóállomás céljára hoztak létre egy egyedülálló, radioaktív ionoszférával rendelkező bolygón 24.000 fényévnyire a Földtől. A bázisnak több F-302-es is rendelkezésére áll, és 30 tudós végez folyamatos kutatásokat több területen is, beleértve a biológiát, botanikát, rovartant és fizikát. A Gamma Bázis önmegsemmisítése után a Pegazus-terv című epizódban már egy új Gamma Bázisról hallhatunk egy üzenetben.

## Az 51-es körzet
Először a Próbakő című epizódban említik az 51-es körzetet, mint titkos katonai létesítményt a légierő Nellisi bázisán Nevadában, itt végzik a CSKP hosszú távú kutatásait. Több idegen technológiát is hozták át a Csillagkapun, melyek tanulmányozása és raktározása az 51-es körzetben folyik. Az X-301-es siklót és továbbfejlesztett változatát, az X-302-es vadászrepülőgépet szintén itt fejlesztették ki. Az Ősök székét a nemzetközi egyezmények megsértése ellenére is ide szállították a Csillagkapu: Atlantisz Ellenség a kapuknál című epizódja előtt egy hónappal, majd egy Lidérc kaptárhajó támadása során két kamikaze Lidérc vadász elpusztította a létesítményt, vele az Ősök székét is.

## Külső hivatkozások
- Stargate Wiki